# Pseudostenophylax martynovi
Pseudostenophylax martynovi är en nattsländeart som beskrevs av Martin E. Mosely 1936. Pseudostenophylax martynovi ingår i släktet Pseudostenophylax och familjen husmasknattsländor. Inga underarter finns listade i Catalogue of Life.